# 勝田有恒
勝田 有恒（かつた ありつね、1931年4月2日 - 2005年4月26日）は、日本の法制史学者。一橋大学名誉教授。専門は西洋法制史。1991年比較法史学会設立発起人・同学会理事就任、1995年同学会理事長就任。1983年日本学術会議政治学・法律学研究連絡委員。1998年法文化学会設立発起人・同学会顧問就任。

## 経歴
1931年、熊本県熊本市生まれ。1944年、東京高等師範学校附属国民学校（筑波大学附属小学校の前身）卒業。1948年、鹿児島県立第一鹿児島中学校（県立鶴丸高校の前身）4年を修了し、1949年に第七高等学校（鹿児島大学の前身）理科1年修了。一橋大学法学部に進み、町田實秀に師事した。1957年に卒業し、同大学大学院に進む。1960年、一橋大学大学院法学研究科修士課程修了、法学修士。
卒業後は、1960年より母校である一橋大学法学部助手となった。1963年に一橋大学法学部講師に昇進し、1966年に一橋大学法学部助教授に昇進。西ドイツフンボルト財団給費生としてマックス・プランク・ヨーロッパ法史研究所留学（ヘルムート・コーイングに師事）を経て、1975年、一橋大学法学部教授に昇進。1986年から1988年まで一橋大学法学部長をつとめた。1995年、同大を定年退官し、名誉教授となった。その後は、駿河台大学比較法研究所所長兼国際交流委員長となった。1995年4月より駿河台大学法学部教授（西洋法制史・比較法担当）。1999年から大学院法学研究科長。2005年1月、肝臓がんの疑いで検査入院し、同年3月に駿河台大学を停年退職した。そして、同年4月に死去。
このほかにも、生前は京都大学大学院、名古屋大学大学院、亜細亜大学大学院、明治大学大学院、成蹊大学、獨協大学、立教大学、法政大学、慶應義塾大学、國學院大學、山形大学、東京女子大学等で教鞭をとった。また武蔵野市情報公開委員会委員長、武蔵野市特別職報酬等審議会会長、飯能市入札監視委員会委員長等も務めた。

## 受賞・栄典
- 正四位瑞宝中綬章。

## 研究内容・業績
- 専門は西洋法制史。
- 指導をうけた門下生に山内進（一橋大学元学長）[2]、森征一（慶應義塾大名誉教授）[2]、松本尚子（上智大学教授）[2]、屋敷二郎（一橋大学教授）[2]、津野義堂（中央大学名誉教授）等がいる。

## 共著
- （森征一・山内進）『概説西洋法制史』（ミネルヴァ書房、2004年）
- （河上倫逸・高坂正堯）『蟻塚教育体制への警鐘――大学から見た入試改革問題』（世界思想社、1990年）